# 헌터 킬러 (영화)
《헌터 킬러》(영어: Hunter Killer)는 2018년 10월에 개봉한 미국의 액션, 스릴러, 모험, 미스터리, 드라마 영화이다. 돈 케이스, 조지 월리스의 2012년 소설 파이어링 포인트(Firing Point)가 원작이다. 도노반 마시가 감독을 제이미 모스와 안 슈미트, 조지 월러스 그리고 돈 키스가 각본을 맡았다. 이 영화의 주연은 헌터킬러 잠수함 USS 아칸소함의 승조원 제라드 버틀러, 게리 올드먼, 미카엘 뉘크비스트(마지막 역할 중 하나), 코먼, 린다 카델리니, 토비 스티븐스이며, 쿠데타로부터 러시아 대통령을 구출하는 네이비 실 그룹도 등장한다. 미국은 2018년 10월 26일에 대한민국은 2018년 12월 6일에 개봉하였다.

## 줄거리
소리 없이 침투하여 오차 없이 공격하라!

세계 최강의 공격 잠수함 ‘헌터 킬러’가 움직인다!

미 국방부는 격침당한 잠수함의 행방을 찾기 위해

‘헌터 킬러’를 극비리에 투입시키고

캡틴 ‘글래스’(제라드 버틀러)는 배후에 숨겨진 음모가 있음을 알게 된다.

한편, 지상에서는 VIP가 납치되어 전세계는 초긴장 상태에 놓이게 되는데…

일촉즉발 위기상황, VIP를 구출하라!

단 한 척의 공격 잠수함 ‘헌터 킬러’와

최정예 특수부대 네이비 씰의 숨막히는 육해공 합동 작전이 펼쳐진다!

## 실화
실화라고는 명시하지 않고 있는데, 영화 맨 마지막에 희생된 네이비 씰 대원 2명에게 이 영화를 바친다는 내용이 나온다.
John Tompson - 제작자 , Michael Nyqvist - 영화배우 (구출된 코네프함 함장역) 을 기린다는 뜻임.

## 출연진
- 제라드 버틀러 - 캡틴 조 글래스 역
- 게리 올드만 - 찰스 도네건 역
- 커먼 - 존 피스크 역
- 미카엘 니크비스트 - 캡틴 안드로포프 역
- 제인 홀츠 - 폴 마티넬리 역
- 린다 카델리니 - 제인 노르퀴스트 역
- 마이클 트러코 - 데빈 홀 역
- 라이언 맥파틀린 - 멧 존스톤 역
- 쉐인 테일러 - TMC 터너 역
- 카터 맥킨타이어 - 브라이언 에드워즈 역
- 테일러 존 스미스 - 벨포드 역
- 마이클 집슨 - 리드 역
- 가브리엘 차베리아 - 히메네스 역
- 미카일 고레보이 - 드미트리 두로프 역
- 헨리 굿맨 - 일리노이주 상원의원 역
- 콜린 스틴턴 - 아이오와주 상원의원 역
- 아담 제임스 - 캡틴 포브스 역
- 콜라 보키니 - 맥커우 역
- 미키 콜린스 - 브릭코스키 역
- 윌 아텐보로 - 카플란 역
- 키에론 빔프슨 - 니콜스 역
- 데이비드 기야시 - 콥 윌러크 역
- 크리스토퍼 고 - 박 역
- 브라이언 키니 - 장교 역
- 사라 미들턴 - 리디 역
- 토비 스티븐스 - 빌 비먼 역
- 알렉산더 디아첸코 - 자카린 대통령 역
- 유리 콜로콜니코브 - 올레크 역
- 이고르 지지킨 - 트레티악 역
- 뎀프시 보벨 - 수중 음파 탐지가 1 역
- 제이콥 사이피오 - 수중 음파 탐지가 2 역
- 에단 베어드 - 수중 음파 탐지가 3 역
- 코스모 쟈비스 - 음향 측심가 역
- 코레이 존슨 - 선장 역
- 테오 바클렘-빅스 - 단역
- 코스모 자비스 - 단역

## 같이 보기
- 로스앤젤레스급 잠수함 - 영화 초반에 격침된 미국 잠수함
- 버지니아급 잠수함 - 주인공 잠수함
- 우달로이급 구축함 - 버지니아급을 공격하는 소련 구축함
- 폴랴르니 - 러시아 북방함대의 주요 해군기지